# 공포물

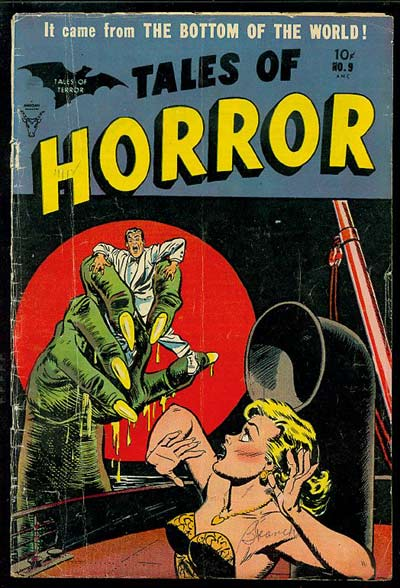

공포물 또는 호러(horror)는 영화, 소설, 만화, 게임, 드라마 등의 장르 중 하나이다.

## 동양의 호러와 서양의 호러
동양의 호러가 귀신과 같은 영적인 존재에 대한 공포심을 자극한다면, 서양의 호러는 대부분 괴기스러운 괴물이나 좀비, 살인마 등에 대한 공포심을 유발하는 작품들이 많다. 동양의 호러 작품에서는 사람들의 입을 통해 구전되어 발전된 괴담이나 개개인의 영적 체험담을 바탕으로 하는 작품이 많고 이러한 작품들은 일상적인 소재를 주제로 하여 공포심을 일으키게 만드는 것이 특징이다. 서양의 호러 작품은 동양의 호러와는 달리 영적인 존재보다는 괴물이나 살인범 등 잔인성과 괴기스러움을 이용하여 공포스러운 분위기를 조성한다.

## 호러 작품

### 영화
- 싸이코 : 알프레드 히치콕 감독.
- 새 : 알프레드 히치콕 감독.
- 살아있는 시체들의 밤 : 조지 로메로 감독.
- 엑소시스트 : 윌리엄 프리드킨 감독.
- 오멘 : 리처드 도너 감독.
- 텍사스 전기톱 살인사건 : 토브 후퍼
- 샤이닝 : 스탠리 큐브릭 감독. 스테판 킹 원작.
- 스크림 : 웨스 크레이븐 감독.
- 레지던트 이블
- 여고괴담 시리즈.
- 링 : 나카다 히데오 감독.
- 장화홍련 : 김지운
- 주온 : 시미즈 다카시
- 쏘우

+ 에이리언
- 아오오니
- 곤지암
- 오징어 게임 : 황동혁 감독

### 애니메이션
- 괴담 레스토랑
- 토미에
- 이토 준지의 공포만화 콜렉션
- 소용돌이
- 백귀야행
- 피안도
- 드래곤 헤드
- 시오리와 시미코의 살아있는 목
- 붉은 뱀
- 팻 숍 오브 호러즈
- 공포의 물고기
- 2013 전설의 고향 (웹툰)
- 학교괴담
- 진격의 거인(호러,스릴러)
- 신비아파트
- 수어 사이드

### 소설
- SCP 재단
- 검은 고양이

### 게임
- 사일런트 힐 시리즈
- 클락 타워
- 신미미 부쿠로
- 바이오하자드 시리즈.
- 더 하우스 오브 더 데드 시리즈.
- 화이트데이
- 쏘우
- 아웃라스트
- 그래니
- 발디의 수학교실
- 벤디와 잉크기계
- 프레디의 피자가게 시리즈.
- 캔디의 버거가게
- 발디나의 국어교실
- 파피 플레이타임(Poppy playtime)
- 다크 디셉션(Dark Deception)
- 대왕고래
- 포니 아일랜드
- 캐리온(Carrion)
- 앤디의 사과농장
- 플럼티의 피자가게

### 드라마
- 1977 전설의 고향 (1977~1989년)
- 1996 전설의 고향 (1996년)
- 1997 전설의 고향 (1997년)
- 1998 전설의 고향 (1998년)
- 1999 전설의 고향 (1999년)
- 2008 전설의 고향 (2008년)
- 2009 전설의 고향 (2009년)
- 납량 특집 드라마 M (1994년)
- 납량 특집 드라마 거미 (1995년)
- KBS 2TV 공포 미니 시리즈 RNA (2000년)
- 구미호 외전 (2004년)
- 납량 특집 드라마 혼 (2009년)
- KBS2 구미호: 여우누이뎐 (2010년)
- 2TV 러블리 호러블리 (2018년)
- 오늘의 탐정 2TV (2018년)
- 지금 우리 학교는 (2022년)

## 같이 보기
- 공포 영화